# Districts de Paris
Ne doit pas être confondu avec le District de Paris qui est l'une des trois subdivisions du département de Paris de 1790 à 1795.
Les districts de Paris sont une subdivision de la ville de Paris en cours durant la Révolution française, de 1789 à 1790.

## Historique des quartiers de Paris
La ville de Paris était jusqu'alors divisée en quartiers. Le 12 décembre 1702, Louis XIV avait fixé par ordonnance les bornes et limites de vingt nouveaux quartiers, afin d'améliorer la perception des taxes d'habitation et d'assurer une meilleure sécurité, les seize quartiers antérieurs étant, par l'inégalité de leur étendue, difficiles à gérer,.
En 1789, durant la Révolution Française, Paris est alors divisée en 16 quartiers et 60 districts qui prennent leurs noms des principales églises qui étaient situées dans leurs limites.
Cette subdivision sera remplacée en 1790 par 48 sections révolutionnaires.

## Création des districts de Paris

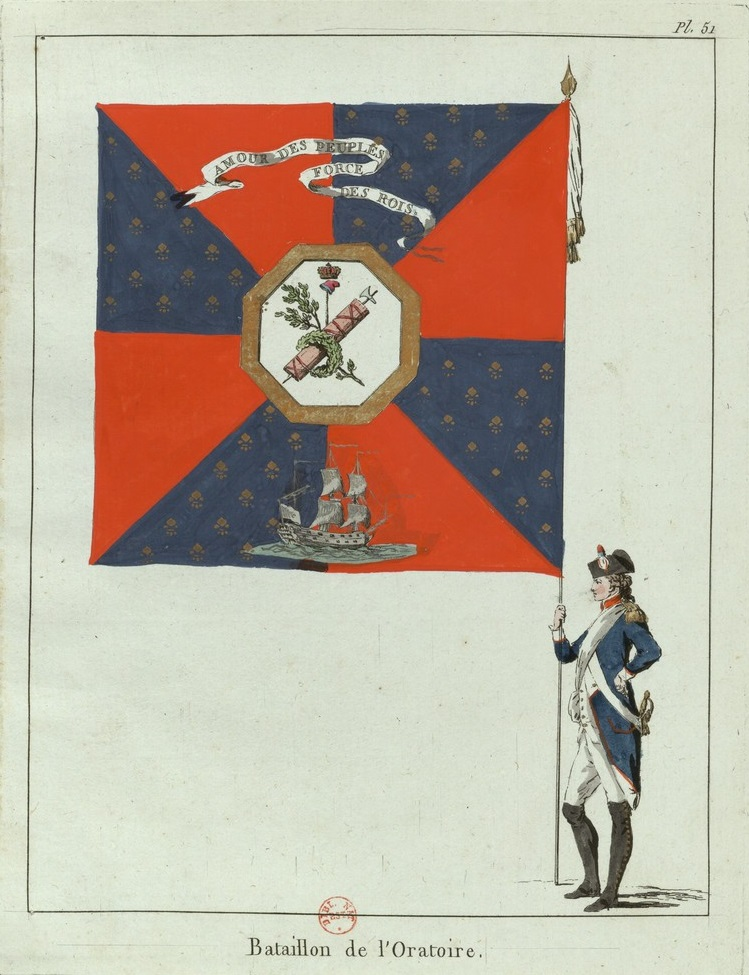
Drapeau du bataillon du district de l'Oratoire de la Garde nationale de Paris en 1789.

### Assemblée des électeurs de Paris
Le contexte ayant changé depuis la convocation des derniers états généraux, en 1614, il fut difficile de concilier les usages anciens et les circonstances nouvelles. Louis XVI le rappelait dans le préambule du texte réglant les conditions de convocation du 24 janvier 1789. Quelques semaines auparavant, le roi avait réuni l'Assemblée des notables, par édit du 5 octobre 1788 , afin de l'éclairer sur « la meilleure manière de convoquer les états généraux ». Le prévôt des marchands de Paris, Louis Le Peletier, insista pour que fût prise en compte une « meilleure représentation de la Nation » que le nombre égal de députés pour chacun des bailliages et sénéchaussées qui était encore envisagé. Six corps de commerçants de Paris avaient présenté un mémoire demandant à être admis à participer aux états généraux alors qu'un médecin, du nom de Guillotin, dirigeait une « Pétition des citoyens domiciliés à Paris », le 6 décembre 1788, arguant qu'une représentation proportionnelle dans le pays ne devait attribuer, pour un total de 600 députés élus, que douze pour le clergé et douze pour la noblesse, et se résignant à ce que le Tiers état soit au moins égal au double des deux autres ordres.
Le roi, à la suite d'un Conseil, le 28 décembre 1788, lors duquel Marie-Antoinette appuya le rapport du ministres des Finances, Necker, fixa le nombre de députés à 1 000, avec juste représentation de la population et des contributions et une double proportion des députés du Tiers état par rapport à la somme des deux autres ordres. Par dérogation, la ville de Paris devait, seule, désigner ses représentants par suffrage direct. Le 30, dans un rapport présenté devant le corps de ville rassemblé à l'occasion du renouvellement annuel de deux des quatre échevins, le procureur du roi et de la ville, Louis Éthis de Corny, évoqua l'hypothèse d'une division en cinq districts des seize anciens quartiers de 1614, chacun devant rassembler, dans une église (« lieu le plus propre, par sa destination ordinaire, à imprimer du silence et du respect »), cinq ou six cents votants. Après de nombreuses contestations entre le prévôt des marchands et celui de Paris, Anne Gabriel de Boulainvilliers, un nouveau règlement du roi fixa, le 28 mars 1789, une nouvelle méthode, distinguant formellement Paris-hors-les-murs de Paris intra muros dans le mode de désignation des députés. Pour la ville et les faubourgs, le prévôt des marchands devait convoquer la population aux fins de désigner une assemblée de 300 membres du Tiers état. Le 7 avril, le procureur du roi proposa que dans 60 quartiers soient désignés cinq électeurs. Ces décisions furent mal accueillies, tant par la ville que par le parlement de Paris et nombre de publications visaient à les amender ; en vain, car le 13 avril, le roi confirmait et précisait ses intentions. 
Le 15 avril 1789 paraissait une « ordonnance pour la convocation des habitants du Tiers état de la ville et faubourgs de Paris » : chaque habitant du Tiers état, de la ville ou des faubourgs de Paris, âgé de plus de vingt-cinq ans, né ou naturalisé français, justifiant d'une capitation égale ou supérieure à 6 livres, devait se rendre en l'église désignée du district de son domicile le 21 avril afin de concourir à la nomination des Électeurs.
Ainsi put être composée l'Assemblée des 300 électeurs de Paris devant désigner les 20 députés du Tiers état aux état généraux.

### Liste des 60 districts

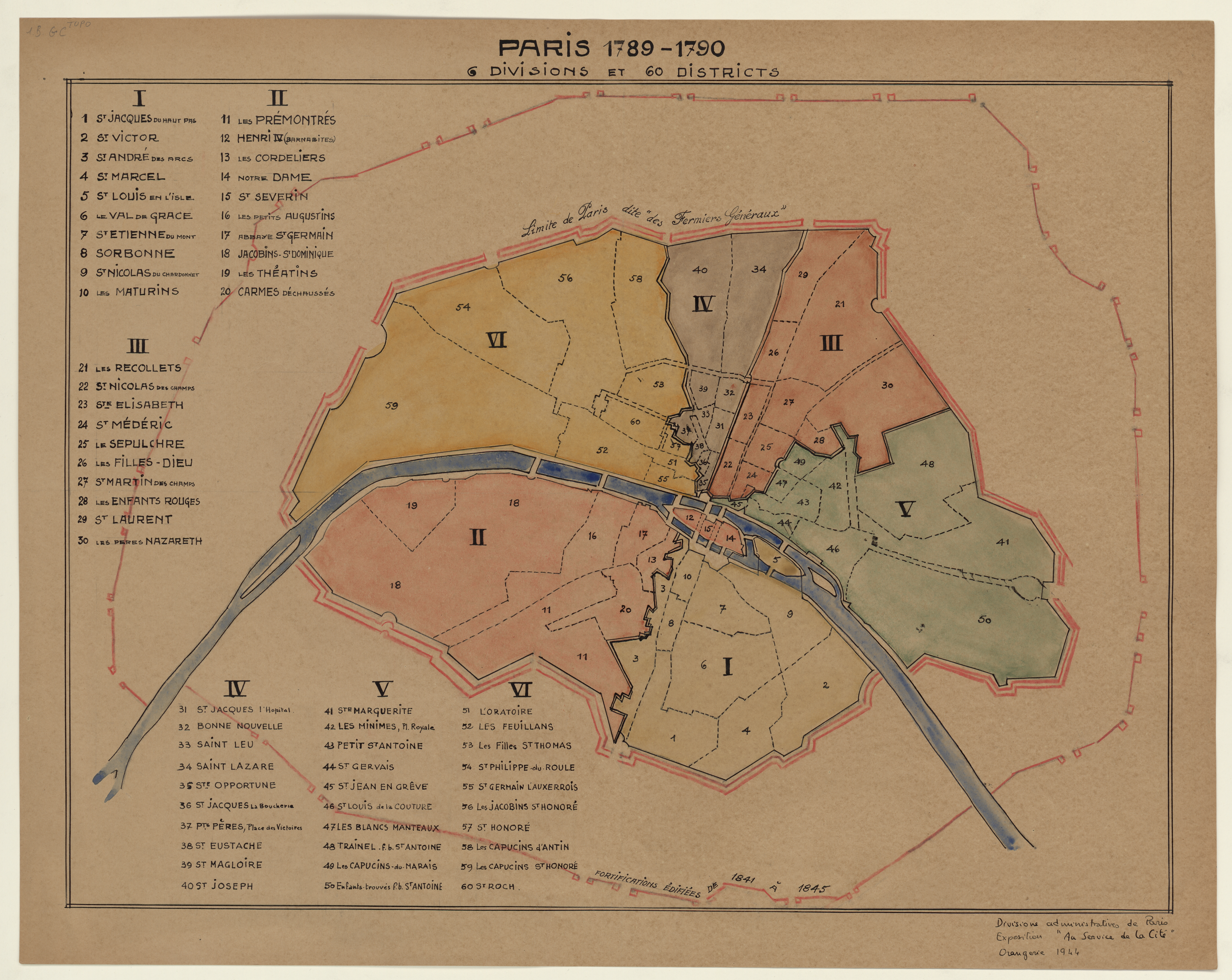
Paris 1789 - 1790, divisions et 60 districts

Ces 60 districts de Paris, attribués aux 16 quartiers, prenaient leurs noms des principales églises qui étaient situées entre leurs limites,. Voici ces noms classés par quartier avec entre parenthèses  le numéro de division de la Garde nationale. 
Concernant la Garde nationale de Paris, il est à noter que chacun de ces districts fournissait un bataillon à l'armée parisienne, qui, par leur réunion, se trouvait forte de 33 000 hommes,.
Quartier du Luxembourg
- District de l'église Saint-André-des-Arcs (1re division - 3e district)[géo 1]
- District de l'église des Cordeliers dit district des Cordeliers - (2e division - 13e district)[géo 2]
- District de l'église des Carmes-Déchaussés (2e division - 20e district)[géo 3]
- District de l'église des Prémontrés (2e division - 11e district)[géo 4]

Quartier du Palais-Royal
- District de l'église Saint-Honoré (6e division - 57e district)
- District de l'église Saint-Roch (6e division - 60e district)
- District de l'église des Jacobins, rue Saint-Honoré (6e division - 56e district)
- District de l'église Saint-Philippe-du-Roule (6e division - 54e district)

Quartier Saint-Germain-des-Prés
- District de l'église de l'abbaye Saint-Germain (2e division - 17e district)[géo 5]
- District de l'église des Petits-Augustins (2e division - 16e district)[géo 6]
- District de l'église des Jacobins, rue Saint-Dominique (2e division - 18e district)[géo 7]
- District de l'église des Théatins (2e division - 19e district)[géo 8]

Quartier de l'Isle-Notre-Dame
- District de l'église Saint-Louis (1re division - 5e district)[géo 9]
- District de l'église Saint-Nicolas-du-Chardonnet (1re division - 9e district)[géo 10]
- District de l'église Saint-Victor (1re division - 2e district)[géo 11]

Quartier du Marais
- District de l'église des Blancs-Manteaux (5e division - 47e district)
- District de l'église des Capucins-du-Marais (5e division - 49e district)
- District de l'église des Enfants-Rouges (3e division - 28e district)[géo 12]
- District de l'église des Pères-de-Nazareth, rue du Temple (3e division - 30e district)[géo 13]

Quartier Sainte-Geneviève
- District de l'église Saint-Étienne-du-Mont (1re division - 7e district)[géo 14]
- District de l'église du Val-de-Grâce (1re division - 6e district)[géo 15]
- District de l'église Saint-Marcel (1re division - 4e district)[géo 16]

Quartier Saint-Denis
- District de l'église Saint-Nicolas-des-Champs (3e division - 22e district)[géo 17]
- District de l'église Sainte-Élisabeth
- District de l'église des Filles-Dieu, rue Saint-Denis (3e division - 26e district)[géo 18]
- District de l'église Saint-Laurent (3e division - 29e district)[géo 19]

Quartier de la Cité
- District de l'église des Barnabites (2e division - 12e district)[géo 20]
- District de l'église de Notre-Dame (2e division - 14e district)[géo 21]
- District de l'église Saint-Séverin (2e division - 15e district)[géo 22]

Quartier du Louvre
- District de l'église de Saint-Germain-l'Auxerrois (6e division - 55e district)
- District de l'église de l'Oratoire (6e division - 51e district)
- District de l'église des Feuillants (6e division - 52e district)
- District de l'église des Capucins Saint-Honoré (6e division - 59e district)

Quartier Saint-Eustache
- District de l'église de Saint-Eustache (4e division - 38e district)[géo 23]
- District de l'église des Petits-Pères, place des Victoires (4e division - 37e district)[géo 24]
- District de l'église des Filles-Saint-Thomas (6e division - 53e district)
- District de l'église des Capucins Chaussée-d'Antin (6e division - 58e district)

Quartier de la Sorbonne
- District de l'église des Mathurins (1re division - 10e district)[géo 25]
- District de l'église de Sorbonne (1re division - 8e district)[géo 26]
- District de l'église de Saint-Jacques-du-Haut-Pas (1re division - 1er district)[géo 27]

Quartier de la Place-Royale
- District de l'église du Petit Saint-Antoine (5e division - 43e district)
- District de l'église des Minimes place Royale (5e division - 42e district)
- District de l'église de Trainel, Faubourg-Saint-Antoine
- District de l'église Sainte-Marguerite, Faubourg Saint-Antoine (5e division - 41e district)

Quartier des Saints-Innocents
- District de l'église des Grands-Augustins (2e division - 16e district)
- District de l'église de Saint-Jacques-de-l'Hôpital (4e division - 31e district)[géo 28]
- District de l'église de Notre-Dame-de-Bonne-Nouvelle (4e division - 32e district)[géo 29]
- District de l'église de Saint-Lazare (4e division - 34e district)[8],[géo 30]

Quartier de l'Hôtel-de-Ville
- District de l'église de Saint-Jean-en-Grève (5e division - 45e district)
- District de l'église de Saint-Gervais (5e division - 44e district)
- District de l'église de Saint-Louis-la-Culture (5e division - 46e district)
- District de l'église des Enfants-Trouvés, Faubourg Saint-Antoine (5e division - 50e district)

Quartier Saint-Martin
- District de l'église de Saint-Merry (3e division - 24e district)[géo 31]
- District de l'église du Saint-Sépulcre, rue Chapon (3e division - 25e district)[géo 32]
- District de l'église de Saint-Martin-des-Champs (3e division - 27e district)[géo 33]
- District de l'église des Pères Récollets, faubourg Saint-Martin (3e division - 21e district)[géo 34]

Quartier des Halles
- District de l'église de Saint-Jacques-la-Boucherie (4e division - 36e district)[géo 35]
- District de l'église de Saint-Leu, rue Saint-Denis (4e division - 33e district)[géo 36]
- District de l'église de Saint-Magloire[9], rue Saint-Denis (no 88) (4e division - 39e district)[géo 37]
- District de l'église de Saint-Joseph, rue Montmartre (no 140) (4e division - 40e district)[géo 38]

## Disparition des districts au profit des sections
Par décret du 21 mai 1790, l'Assemblée constituante met fin à la tutelle de l'État sur la commune de Paris et crée, à l'intérieur de la nouvelle enceinte des Fermiers généraux, 48 sections. Le premier article du décret dispose que « l'ancienne municipalité de la ville de Paris et tous les offices qui en dépendaient, la municipalité provisoire subsistant à l'Hôtel-de-Ville, ou dans les sections de la capitale, connues aujourd'hui sous le nom de districts, sont supprimés et abolis ».